# Mattias Ericsson och Flee
Mattias Ericsson och Flee är ett pop/rock band från Gävle som bildades 2010. Mattias Ericsson är en låtskrivare och artist som med hjälp av Flee som kompband levererar samhällsengagerade texter på svenska med enkla melodier. Bandet släppte 2013 sin första ep "Lilla Chicago" och släppte ytterligare en ep till med namnet "Fröken modern" under samma år. 
Den 1 november 2014 spelade bandet sin låt "Ljus" på Stortorget i Gävle under en ljusmanifestationen för narkotikans offer som anordnas i Gävle varje år. Låtens refräng användes sedan i radioinslaget om ljusmanifestationen.
I november 2014 släppte sedan bandet sitt första album "Brevet till samhället" som recenserades i Arbetarbladet med betyget  2 av 5 möjliga. 

## Medlemmar
- Mattias Ericsson - Sång och gitarr
- Jakob Lagerberg - Gitarr
- Oskar Bergqvist - Bas
- Per Frid - Trummor